# 三重県警察学校
三重県警察学校（みえけんけいさつがっこう）は、三重県が設置する警察学校。三重県津市高茶屋四丁目36番9号（地番表示では津市高茶屋四丁目2750-1）にある。学校長は警視。
三重県警察の新任の警察官は、大卒であれば6か月、高卒であれば10か月、この学校にて初任科研修を受ける。校訓は「強く、正しく、温かく」。

## 概要
警察官A（大学卒業者）採用者は6か月間、警察官B（A以外）採用者は10か月間、警察学校で学ぶ。授業は職務倫理や国語などの「一般教養」、憲法や警察行政法、民法、刑法、刑事訴訟法などの「法学」、生活安全警察、地域警察、刑事警察、警備警察などの「警察実務」、剣道や柔道、逮捕術や拳銃操法などの「術科」が行われ、警察官として求められる知識や技能が教授される。警察学校を卒業した警察官は各警察署に配属され、現場実習として4か月経験を積み、初任補修科生として、再び入校し研修を受ける。
夏と冬の年2回開催しているオープンキャンパスでは、指紋採取体験や現役警察官との座談会などを行っている。オープンキャンパス形式での就職説明会は2007年（平成19年）より、団塊の世代の一斉退職（2007年問題）への対応として始まったものである。

## 沿革
- 1887年（明治20年） - 三重県庁舎内に「三重県巡査教習所」として開校[6]。
- 1927年（昭和2年） - 「三重県警察練習所」に改称[6]。
- 1943年（昭和18年） - 旧一身田警察署跡に移転[6]。
- 1945年（昭和20年） - 津市桜橋の三重県立盲唖学校へ移転[6]。
- 1947年（昭和22年） - 現校地である、津海軍工廠通信施設跡に移転[6]。
- 1948年（昭和23年） - 「三重県警察学校」に改称[6]。
- 2008年（平成20年）3月 - 新しい生徒寮が完成[7]。
- 2010年（平成22年） - 新校舎・武道場が完成[8]。
- 2012年（平成24年） - 警察改革の精神を徹底するため、入校中の生徒を対象に「意見発表大会」を開催[9]。
- 2016年（平成28年）5月28日 - 第42回先進国首脳会議（伊勢志摩サミット）の特別派遣部隊の解散式を挙行[10]。

## 学校行事
警察官A・Bは入校期間が異なり、また警察官Aは4月採用と10月採用があるため、各行事の行われる時期はそれぞれ異なる。
- 式典 - 入校式、卒業式
- 訓練 - 青山高原健脚訓練、水難救助訓練、伊勢健脚訓練
- 大会 - 球技大会、柔道剣道大会
- 試験 - 定期試験（警察官Aは2回、警察官Bは3回）、卒業試験
- 研修 - 実務研修

## 周辺
国道165号沿いに校門があり、三重県道114号上浜高茶屋久居線との交点に「警察学校西」交差点がある。三重交通路線バス「警察学校前」バス停より徒歩約2分（約200m）・同「警察学校」バス停より徒歩約4分（約400m）、JR紀勢本線高茶屋駅より徒歩約11分（約900m）である。
- 三重中央自動車学校
- F1マート津南店
- 日本板硝子津事業所
- 三重県立盲学校
- 三重県立津高等技術学校
- 津市立南郊中学校
- 津市高茶屋市民センター

## 関連文献
- 赤山会 編『遥かなり高茶屋の丘 三重県警察学校初任科第十期生・四十周年記念誌』赤山会、1993年10月[12]